# Kontrollratsgesetz Nr. 2
Mit dem vom Alliierten Kontrollrat am 10. Oktober 1945 erlassenen Kontrollratsgesetz Nr. 2 Auflösung und Liquidierung der Naziorganisationen wurden die Nationalsozialistische Deutsche Arbeiterpartei, ihre Gliederungen, die ihr angeschlossenen Verbindungen und die von ihr abhängigen Organisationen, einschließlich der halbmilitärischen Organisationen und aller anderen Nazieinrichtungen, die von der Partei als Werkzeuge ihrer Herrschaft geschaffen worden waren, abgeschafft und für ungesetzlich erklärt. Die Neubildung irgendeiner dieser Organisationen, sei es unter dem gleichen oder unter einem anderen Namen, wurde verboten.
Gleichzeitig wurde das gesamte Eigentum der aufgelösten Organisationen wie Immobilien, Einrichtungen, Fonds, Konten, Archive und Akten beschlagnahmt.

## Aufgelöste Organisationen
Das Gesetz enthält im Anhang eine Liste von 62 aufzulösenden Organisationen:
1. Nationalsozialistische Deutsche Arbeiterpartei
2. Partei-Kanzlei
3. Kanzlei des Führers der NSDAP
4. Auslandsorganisation
5. Volksbund für das Deutschtum im Ausland
6. Volksdeutsche Mittelstelle
7. Parteiamtliche Prüfungskommission zum Schutze des NS-Schrifttums
8. Reichsorganisationsleiter der NSDAP
9. Reichsschatzmeister der NSDAP
10. „Amt Rosenberg“
11. Reichspropagandaleiter der NSDAP
12. Reichsleiter für die Presse und Zentralverlag der NSDAP (Eher Verlag)
13. Reichspressechef der NSDAP
14. Reichsamt für das Landvolk
15. Hauptamt für Volksgesundheit
16. Hauptamt für Erzieher
17. Hauptamt für Kommunalpolitik
18. Hauptamt für Beamte
19. Beauftragter der NSDAP für alle Volkstumsfragen
20. Rassenpolitisches Amt der NSDAP
21. Amt für Sippenforschung
22. Kolonialpolitisches Amt der NSDAP
23. Außenpolitisches Amt der NSDAP
24. Reichstagsfraktion der NSDAP
25. Reichsfrauenführung
26. NSD-Ärztebund
27. Hauptamt für Technik
28. NS-Bund Deutscher Techniker
29. NS-Lehrerbund
30. Reichsbund der Deutschen Beamten
31. Reichskolonialbund
32. NS-Frauenschaft
33. NS-Reichsbund Deutscher Schwestern
34. Deutsches Frauenwerk
35. Reichsstudentenführung
36. NSD-Studentenbund
37. Deutsche Studentenschaft
38. NS-Dozentenbund
39. NS-Rechtswahrerbund
40. NS-Altherrenbund der Deutschen Studenten
41. Reichsbund Deutsche Familie
42. Deutsche Arbeitsfront
43. NS-Reichsbund für Leibesübungen
44. NS-Reichskriegerbund (Kyffhäuserbund)
45. Reichskulturkammer
46. Deutscher Gemeindetag
47. Geheime Staatspolizei
48. Deutsche Jägerschaft
49. Sachverständigenbeirat für Bevölkerungs- und Rassenpolitik
50. Reichsausschuß zum Schutze des Deutschen Blutes
51. Winterhilfswerk
52. Hauptamt für Kriegsopfer
53. NSKOV (NS-Kriegsopferversorgung)
54. SA (Sturmabteilungen), einschließlich der SA-Wehrmannschaften
55. SS (Schutzstaffeln), einschließlich der Waffen-SS, des SD (SS-Sicherheitsdienstes) und aller Dienststellen, die Befehlsgewalt über die Polizei und SS gleichzeitig ausüben
56. NSKK (NS-Kraftfahrerkorps)
57. NSFK (NS-Fliegerkorps)
58. HJ (Hitler-Jugend) einschließlich ihrer Unterorganisationen
59. RAD (Reichsarbeitsdienst)
60. OT (Organisation Todt)
61. TENO (Technische Nothilfe)
62. Nationalsozialistische Volkswohlfahrt

### Kontrollratsgesetz Nr. 58
Mit dem Kontrollratsgesetz Nr. 58 vom 30. August 1947 wurde die Reichsgruppe der öffentlich bestellten Vermessungsingenieure der Liste hinzugefügt.

## Verteilung des beschlagnahmten Eigentums
Die Verteilung des beschlagnahmten Eigentums blieb der Regelung in einer Kontrollratsdirektive vorbehalten (Art. II des Gesetzes Nr. 2).
Die Kontrollratsdirektive Nr. 50 vom 29. April 1947 regelte die Verfügung über die Vermögenswerte der betreffenden Organisationen.
Vermögenswerte, die als Kriegspotential der Zerstörung unterlagen, wurden vernichtet, Vermögenswerte für Reparationszwecke bestimmt und Vermögenswerte, die für Besetzungszwecke bestimmt waren, für diese Zwecke verwendet.
Im Übrigen sollten Vermögenswerte zurückerstattet werden, etwa die auf Grund der Bestimmung des Begriffes Wiedergutmachung seitens der Alliierten Kontrollbehörde rückerstattungspflichtigen Vermögenswerte an die betreffende Regierung sowie Vermögenswerte der Opfer nationalsozialistischer Verfolgung. Das Militärregierungsgesetz Nr. 59 regelte außerdem die „Rückerstattung feststellbarer Vermögensgegenstände an Opfer der nationalsozialistischen Unterdrückungsmaßnahmen“ in der amerikanischen (1947) und britischen (1949) Besatzungszone.
Vermögenswerte, die sich die aufgelösten Organisationen von Gewerkschaften, Genossenschaften, politischen Partei oder sonstigen demokratischen Organisationen angeeignet hatten, sollten an diese zurückerstattet, Vermögenswerte, die vordem Zwecken der Unterstützung, der Wohltätigkeit, religiösen oder humanitären Zwecken gedient hatten, unter Wahrung ihrer ursprünglichen Zweckbestimmung verwendet werden.
Sonstige Vermögenswerte waren durch den Zonenbefehlshaber im Namen der Alliierten Kontrollbehörde der Regierung des Landes oder der Provinz zu übertragen, wo sich die Vermögenswerte befanden.
Wertpapiere, Barguthaben und Geldforderungen blieben vorerst beschlagnahmt.
Die Liquidierung von Vermögenswerten der der Deutschen Arbeitsfront angeschlossenen Versicherungsgesellschaften wurde im Kontrollratsgesetz Nr. 57 vom 30. August 1947 speziell geregelt.
Persönliches Vermögen, das von hauptschuldigen oder belasteten Nationalsozialisten auf Grund der Bestimmungen des Kontrollratgesetzes Nr. 10 oder anderer gemäß Kontrollratsdirektive Nr. 38 erlassener Bestimmungen als Sühnemaßnahme bei strafgerichtlicher Verurteilung oder im Spruchkammerverfahren eingezogen worden war, wurde gem. der Kontrollratsdirektive Nr. 57 vom 15. Januar 1948 entsprechend verteilt.

## Gesetzgebung nach Ende der Besatzung
Das Gesetz Nr. 2 wurde für die Bundesrepublik Deutschland durch das Gesetz Nr. 16 der Alliierten Hohen Kommission vom 16. Dezember 1949 außer Wirkung gesetzt, für die DDR durch Beschluss des Ministerrats der UdSSR vom 20. September 1955.
Die Direktive Nr. 50 wurde für die Bundesrepublik Deutschland größtenteils wirkungslos mit dem Gesetz zur Regelung der Verbindlichkeiten nationalsozialistischer Einrichtungen und der Rechtsverhältnisse an deren Vermögen (NSVerbG) vom 17. März 1965.
Das von der provisorischen österreichischen Staatsregierung am 8. Mai 1945 erlassene Gesetz zum Verbot der NSDAP ist dagegen noch in Kraft.